# Darksiders Gênesis
Darksiders Genesis é um jogo eletrônico de RPG de ação e hack and Slash com uma visão de cima para baixo desenvolvido pelo estúdio americano Airship Syndicate e publicado pela THQ Nordic. O jogo foi lançado para Google Stadia e Microsoft Windows em 5 de dezembro de 2019, e foi lançado para Nintendo Switch, PlayStation 4 e Xbox One em 14 de fevereiro de 2020.
O jogo é considerado um prequel e um spin-off da série Darksiders e apresenta o Quarto Cavaleiro do Apocalipse, onde os jogadores controlam dessa vez, Conflito (Strife, no original), como o protagonista. Conflito também pode se juntar a seu irmão, Guerra. Após o lançamento, o jogo recebeu críticas positivas, com muitos críticos elogiando o combate.

## Trama
Depois que os Quatro Cavaleiros atacaram e dizimaram os Nephilim no Éden, eles são convocados pelo Conselho Charred. O Conselho suspeita que o rei demônio Lúcifer esteja planejando algo com Samael para perturbar o Equilíbrio e ordena que Guerra e Conflito investiguem. Depois de invadir a fortaleza de Samael, eles a encontram sob ataque de outro Mestre do Inferno, embora menor: Moloch. Samael os informa que ele não está em conluio com Lúcifer e o ataque atual a ele é o resultado disso. Antes que ele possa dizer qualquer outra coisa, Moloch ataca e Samael teletransporta os Cavaleiros para o Vazio para encontrar e falar com seu associado.
Os Cavaleiros viajam pelo Vazio e descobrem que Vulgrim é o associado de quem Samael falou. Vulgrim os informa que pode ajudar a rastrear Lúcifer, mas ele precisa de vários artefatos. Depois de coletar os artefatos necessários, Vulgrim os informa que Lúcifer fez uma visita a Mammon, outro Mestre do Inferno. Samael chega a este ponto e sugere que os Cavaleiros encontrem Mammon e o façam falar sobre Lúcifer. Eles encontram Mammon com várias relíquias e armas do Éden. Depois de matá-lo, os Cavaleiros retornam a Vulgrim e Samael, onde descobrem que Lúcifer abriu um caminho para o Éden, trazendo sua água sagrada e transformando-a em veneno. O demônio Belial está encarregado desta operação. Depois de interromper a operação, eles confrontam e derrotam Belial, mas o poupam. Depois que os Cavaleiros vão embora, Lúcifer chega e o pune.
Os Cavaleiros descobrem que Dagon, o Rei Afogado, também está ajudando Lúcifer, pois este lhe ofereceu o Éden. Enquanto isso, eles encontram Abaddon, o anjo da guarda do Éden. Ele os informa que Lúcifer está espalhando corrupção e pede que o ajudem a limpar o Éden. Depois, os Cavaleiros rastreiam e matam Dagon. Eles retornam ao Vazio e Samael os aconselha a destruir a fonte do poder de Moloch antes de atacá-lo. Eles o fazem e, junto com Samael, atacam e matam Moloch. No entanto, antes de sua morte, Moloch diz a eles que o plano de Lúcifer está completo e Samael sabe sobre isso.
Após retornar ao Vazio, Samael conta aos Cavaleiros que Lúcifer pediu as almas dos Mestres do Inferno após sua morte em troca de seus serviços. Samael também conta a eles que Lilith está conspirando com Lúcifer também e juntos eles fizeram um artefato chamado "Animus" que é alimentado pelas almas dos Mestres do Céu e do Inferno que aceitaram a oferta de Lúcifer. Este artefato é usado na Terra para corromper a humanidade, transformando-os na espécie volátil e autodestrutiva que eles crescem para se tornarem mais tarde. Os Cavaleiros vão à Terra para encontrar a humanidade vivendo em pecado e percebem que eles ajudaram Lúcifer a atingir seu objetivo. Lúcifer fala com eles através de uma criança humana e diz aos Cavaleiros que a corrupção da humanidade está se espalhando e não pode ser interrompida.
Depois, eles retornam ao Conselho Charred, que declara que a humanidade precisa ser observada como um Terceiro Reino. Eles então forjam os Sete Selos como um tratado para manter o equilíbrio entre o Céu e o Inferno: três deles vindos dos planos demoníacos e mais três vindos das fortalezas angelicais e um do próprio Conselho. Eles declaram que quem quebrar o tratado sofrerá a ira dos Cavaleiros, preparando o cenário para os jogos futuros.

## Jogabilidade
Jogado de uma perspectiva de cima para baixo, o jogo permite que os jogadores alternem entre Strife e War a qualquer momento. Strife usa suas pistolas, Mercy e Redemption, enquanto War usa sua espada, Chaos Eater. AlternElementos de plataforma semelhantes aos jogos anteriores retornam e certas mecânicas de jogo, como bombas, também estão presentes. ativamente, dois jogadores podem jogar o jogo em um modo cooperativo com cada jogador assumindo o papel de um dos personagens. Uma vez que o jogador tenha matado inimigos suficientes, eles podem usar habilidades de explosão que lhes permitem derrubar os inimigos mais rápido. A moeda do jogo são as almas que podem ser ganhas matando inimigos que aparecerão antes do jogador. Elementos de plataforma semelhantes aos jogos anteriores retornam e certas mecânicas de jogo, como bombas, também estão presentes.

## Desenvolvimento
O jogo foi revelado pela editora THQ Nordic na preparação para a E3 2019 em 6 de junho. Ao contrário de Darksiders III, Genesis é desenvolvido pela Airship Syndicate, que anteriormente desenvolveu Battle Chasers: Nightwar. Este estúdio é composto por desenvolvedores da extinta Vigil Games, que desenvolveu os dois primeiros títulos da série Darksiders. Genesis é um título spin-off, enquanto ao contrário de seus jogos da série principal, ele assume uma visão com a perspectiva de cima para baixo e é mais um jogo de saque, em comparação com jogos da série Diablo.

## Recepção

### Resposta crítica
Darksiders Genesis recebeu críticas geralmente positivas. O site de análises agregadas Metacritic deu à versão para Windows 77/100, à versão para PlayStation 4 78/100 e à versão para Xbox One 77/100.
A IGN deu a ele uma pontuação de 8,7 de 10, afirmando que " Darksiders Genesis pode não ter o polimento e o talento de seus irmãos numerados, mas não se engane: este ainda é um jogo Darksiders , e é um dos melhores. Há um equilíbrio realmente forte de ótimo combate, quebra-cabeças inteligentes, exploração rica e excelente mecânica de progressão que mantém seu ímpeto forte durante todo o seu tempo de execução de 15 horas". Além disso, Cian Maher da GameSpot deu ao jogo 7 de 10, elogiando o combate, a arte e a escrita, enquanto criticava a câmera aérea.
Escrevendo para a Game Informer, Ben Reeves deu ao jogo 6,5 de 10, elogiando o combate e os quebra-cabeças, mas mencionando a história e o design excêntrico como aspectos negativos. Mike Epstein da GamesRadar+ também elogiou o combate, enquanto criticava os bugs de colisão, bem como a história.  Luke Kemp da PC Gamer deu ao jogo 87/100 e elogiou os elementos de grinding, bem como o combate. Escrevendo para a Nintendo Life, PJ O'Reilly deu à versão Nintendo Switch do jogo uma crítica positiva, pontuando-a com 7/10. Na análise, O'Reilly elogia a luta, as habilidades desbloqueáveis e a "mistura satisfatória de combate, quebra-cabeças e plataformas leves", embora dando críticas semelhantes às dos revisores anteriores.  Por outro lado, Laura Dale da Polygon deu ao jogo uma crítica mista, elogiando as lutas contra chefes, mas foi crítica em relação aos quebra-cabeças e ao "combate constante".

### Vendas
De acordo com Lars Wingefors, CEO do Embracer Group, empresa controladora da editora THQ Nordic, Darksiders Genesis vendeu bem no lançamento e ainda está vendendo bem em 2020. Wingefors também disse que as vendas do jogo superaram as expectativas da editora.